# Cauterets
Cauterets – miejscowość i gmina we Francji, w regionie Oksytania, w departamencie Pireneje Wysokie.
Według danych na rok 1999 gminę zamieszkiwało 1305 osób, a gęstość zaludnienia wynosiła 8 osób/km² (wśród 3020 gmin regionu Midi-Pireneje Cauterets plasuje się na 289. miejscu pod względem liczby ludności, natomiast pod względem powierzchni na miejscu 4.).